# Смердина
Смердина (пол. Smerdyna) — село в Польщі, у гміні Сташув Сташовського повіту Свентокшиського воєводства.
Населення — 770 осіб (2011).
У 1975-1998 роках село належало до Тарнобжезького воєводства.

## Демографія
Демографічна структура на день 31 березня 2011 року:
|          | Загалом | Допрацездатний вік | Працездатний вік | Постпрацездатний вік |
| -------- | ------- | ------------------ | ---------------- | -------------------- |
| Чоловіки | 383     | 70                 | 263              | 50                   |
| Жінки    | 387     | 80                 | 225              | 82                   |
| Разом    | 770     | 150                | 488              | 132                  |